# 松久佳遊
松久 佳遊（まつひさ かゆう、1960年 - ）は、日本の仏師、仏絵師。京都府京都市生まれ。
大仏師松久朋琳の孫、大仏師松久宗琳の次女。

## 役職
松久仏像彫刻会館館長、松久宗琳仏所所長、宗教芸術院院長

## 松久仏像彫刻会館
京都市中京区三条通り御幸町下がるに工房を持つ

## 出版・関連図書
- 『仏画の描法』（光村推古書院）
- 『現代における仏の美』（淡交社、松久宗琳仏所監修）
- 『阿弥陀如来を彫る』『地蔵菩薩を彫る』『毘沙門天を彫る』『愛染明王を彫る』『阿弥陀如来立像を彫る』『不動明王を彫る』（淡交社）